# Campylocentrum rimbachii
Campylocentrum rimbachii är en orkidéart som beskrevs av Rudolf Schlechter. Campylocentrum rimbachii ingår i släktet Campylocentrum och familjen orkidéer.
Artens utbredningsområde är Ecuador. Inga underarter finns listade i Catalogue of Life.